# Herman Schmid
Herman Schmid (ur. 31 grudnia 1939 w Malmö, zm. 25 października 2021 tamże) – szwedzki socjolog i polityk, nauczyciel akademicki, deputowany do Parlamentu Europejskiego w latach 1999–2004.

## Życiorys
Z wykształcenia filolog i socjolog. Pracował jako wykładowca akademicki. W latach 1984–1990 był rektorem uniwersytetu ludowego w Motali. Był zatrudniony jako lektor na Uniwersytecie w Roskilde.
Działacz komunistycznej Partii Lewicy, na początku lat 90. był przewodniczącym komisji programowej w trakcie partyjnego zjazdu. W wyborach w 1999 uzyskał mandat posła do Parlamentu Europejskiego V kadencji. Należał do Konfederacyjnej Grupy Zjednoczonej Lewicy Europejskiej i Nordyckiej Zielonej Lewicy, pracował m.in. w Komisji Zatrudnienia i Spraw Socjalnych. W PE zasiadał do 2004.